# Diana Chaves
Diana Morais Rosado Quintela Chaves (Lisboa, 11 de julho de 1981), é uma modelo, atriz e apresentadora de televisão portuguesa.

## Biografia
Diana Chaves, nasceu em Lisboa, no dia 11 de julho de 1981. É um dos rostos mais conhecidos e acarinhados da televisão portuguesa, e uma das caras mais ativas da SIC, desde 2008.
Cresceu em Miraflores, no concelho de Oeiras, perto das piscinas do Sport Algés Dafundo, onde começou a praticar natação na sua infância até aos 25 anos. A natação era uma modalidade desportiva praticada pela família, nomeadamente, pela sua mãe Cristina Morais Rosado. A sua irmã mais velha, Petra Chaves, foi atleta olímpica.
Diana começou a sua carreira na área da representação, em 2006, na série juvenil da TVI, Morangos com Açúcar, no papel da protagonista Susana Lopes. Antes disso tinha participado no programa 1.ª Companhia, para o mesmo canal. Manteve-se na TVI até 2008, integrando o elenco de projetos de ficção como Ilha dos Amores, Casos da Vida e A Outra.
Em 2008, é contratada pela SIC, onde assinou um contrato de exclusividade. O primeiro trabalho da atriz para o canal foi na novela Podia Acabar o Mundo, nesse ano.
Estreou-se como apresentadora em 2009, com Salve-se Quem Puder, que apresentou ao lado de Marco Horácio, na SIC.
Em 2010, protagonizou a novela líder absoluta de audiências, Laços de Sangue (SIC), que ganhou o Emmy Award de Melhor Telenovela em 2011. Nos anos seguintes integrou várias novelas do canal como Sol de Inverno, Coração d'Ouro, Espelho d'Água, Vidas Opostas ou Golpe de Sorte.
A sua estreia em cinema, foi, em 2014, no filme Mau Mau Maria, de José Alberto Pinheiro.
Apresentou, em 2015, o talent show Achas que Sabes Dançar?, na SIC, e em 2016, o programa Smile, com João Paulo Sousa, também na SIC. Entre 2017 e 2018, voltou a fazer dupla com João Paulo Sousa, desta vez no programa Não Há Crise!.
Frequentemente capa de revistas nacionais icónicas, é convidada para diversos desfiles de moda e produções fotográficas para marcas nacionais  e internacionais. Ao longo dos anos tem estado associada a algumas marcas com as quais se identifica mostrando o seu lado feminino. É o caso dos seus perfumes de sucesso criados em parceria com a Equivalenza: ''Lucky Me'' em 2016 (o primeiRo perfume, da marca, criado com uma figura pública), e "Lucky Me Black'' dois anos mais tarde.
Em 2018, foi escolhida pela SIC para apresentar o Reality Show Casados à Primeira Vista, que já conta com cinco temporadas.
Em 2019, apresentou a experiência social O Carro do Amor.
Em 2020, apresentou o programa das tardes de domingo da SIC, Domingão, com João Baião, Raquel Tavares, Débora Monteiro e João Paulo Sousa. Em julho do mesmo ano, com a saída de Cristina Ferreira da SIC para a TVI, a apresentadora é chamada por Daniel Oliveira (Diretor de Programas SIC), para apresentar o novo programa das manhãs do canal, Casa Feliz, ao lado de João Baião.
Em 2023, Salve-se Quem Puder regressa à antena, catorze anos depois, novamente com a apresentação de Diana Chaves e Marco Horácio.

## Vida pessoal
Diana Chaves é filha de Carlos Quintela Chaves e de Cristina Morais Rosado, falecida de cancro em 1992. Tem uma irmã mais velha, Petra Morais Rosado Quintela Chaves (2 de fevereiro de 1978), casada e mãe de Rodrigo Quintela Chaves Bastos, e uma irmã mais nova, Sara Morais Rosado Quintela Chaves (Lisboa, 1987).
Entre 2001 e 2006, a atriz e apresentadora namorou com o ator Rodrigo Menezes, falecido em 2014, vítima de um ataque epilético.
Namora com o ex-futebolista, atualmente treinador de futebol César Peixoto (ex-marido da apresentadora Isabel Figueira de quem tem um filho, o Rodrigo). Têm uma filha, a Pilar, nascida em fevereiro de 2012.

## Televisão
| Ano             | Projeto                                     | Papel                    | Notas                                      | Canal |
| --------------- | ------------------------------------------- | ------------------------ | ------------------------------------------ | ----- |
| 2005            | 1.ª Companhia                               | Ela Própria              | Concorrente                                | TVI   |
| 2005 - 2006     | Morangos com Açúcar (3.ª série)             | Susana Lopes             | Protagonista                               | TVI   |
| 2006            | Clube Morangos                              | Ela Própria              | Apresentadora                              | TVI   |
| 2007            | Ilha dos Amores                             | Mónica Machado da Câmara | Elenco Principal                           | TVI   |
| 2008            | Casos da Vida                               | Laura Ribeiro            | Elenco Principal                           | TVI   |
| 2008            | A Outra                                     | Vera Sousa Lima          | Elenco Principal                           | TVI   |
| 2008 - 2009     | Podia Acabar o Mundo                        | Cláudia Botelho de Sousa | Elenco Principal                           | SIC   |
| 2009            | Salve-se Quem Puder (1.ª edição)            | Ela Própria              | Apresentadora, ao lado de Marco Horácio    | SIC   |
| 2010            | Salve-se Quem Puder (2.ª edição)            | Ela Própria              | Apresentadora, ao lado de Marco Horácio    | SIC   |
| 2010            | Lua Vermelha                                | Carolina                 | Participação Especial                      | SIC   |
| 2010 - 2011     | Laços de Sangue                             | Inês Nogueira            | Protagonista                               | SIC   |
| 2013 - 2014     | Sol de Inverno                              | Lúcia Raposo             | Elenco Principal                           | SIC   |
| 2014            | Sal                                         | Ela própria, como atriz  | Protagonista                               | SIC   |
| 2015 - 2016     | Coração d'Ouro                              | Jéssica Silva            | Elenco Principal                           | SIC   |
| 2015            | Achas que Sabes Dançar? (2.ª edição)        | Ela Própria              | Apresentadora                              | SIC   |
| 2016            | Smile SIC                                   | Ela Própria              | Apresentadora, ao lado de João Paulo Sousa | SIC   |
| 2017 - 2018     | Não Há Crise!                               | Ela Própria              | Apresentadora, ao lado de João Paulo Sousa | SIC   |
| 2017 - 2018     | Espelho d'Água                              | Teresa Mendes            | Elenco Principal                           | SIC   |
| 2018 - 2019     | Vidas Opostas                               | Vera Leal                | Elenco Principal                           | SIC   |
| 2018            | Casados à Primeira Vista (1.ª edição)       | Ela Própria              | Apresentadora                              | SIC   |
| 2019            | O Carro do Amor                             | Ela Própria              | Apresentadora                              | SIC   |
| 2019            | Golpe de Sorte                              | Leonor Alves Craveiro    | Co- Protagonista                           | SIC   |
| 2019            | Casados à Primeira Vista (2.ª edição)       | Ela Própria              | Apresentadora                              | SIC   |
| 2020            | Domingão                                    | Ela Própria              | Apresentadora                              | SIC   |
| 2020 - presente | Casa Feliz                                  | Ela Própria              | Apresentadora, ao lado de João Baião       | SIC   |
| 2020 - 2022     | Patrões Fora                                | Ela Própria              | Participações Especiais                    | SIC   |
| 2021            | Estamos em Casa                             | Ela Própria              | Apresentadora                              | SIC   |
| 2022            | Casados à Primeira Vista (3.ª edição)       | Ela Própria              | Apresentadora                              | SIC   |
| 2022 - 2024     | Festival da Comida Continente               | Ela Própria              | Apresentadora                              | SIC   |
| 2023            | Salve-se Quem Puder (3.ª edição)            | Ela Própria              | Apresentadora, ao lado de Marco Horácio    | SIC   |
| 2024            | Casados à Primeira Vista (4.ª edição)       | Ela Própria              | Apresentadora                              | SIC   |
| 2025            | Casados à Primeira Vista (5.ª edição)       | Ela Própria              | Apresentadora                              | SIC   |
| 2025            | Casados à Primeira Vista - Segundas Núpcias | Ela Própria              | Apresentadora                              | SIC   |

Apresentação de emissões especiais / Outros
| Ano  | Projeto                                | Notas                                                 | Canal |
| ---- | -------------------------------------- | ----------------------------------------------------- | ----- |
| 2009 | Circo de Natal de Vítor Hugo Cardinali | Apresentadora, ao lado de Marco Horácio               | SIC   |
| 2018 | Sextas Mágicas - Especial Aniversário  | Apresentadora, ao lado de Rui Unas                    | SIC   |
| 2022 | Patrões Fora - Festa de Aniversário    | Apresentadora, ao lado de João Baião                  | SIC   |
| 2022 | Cantor ou Impostor?                    | Concorrente                                           | SIC   |
| 2022 | É Bom Vivermos Juntos                  | Apresentadora                                         | SIC   |
| 2023 | Vale Tudo                              | Convidada Especial                                    | SIC   |
| 2023 | Vale Tudo                              | Capitã de equipa                                      | SIC   |
| 2023 | Os Traidores - Emissão Especial        | Apresentadora                                         | SIC   |
| 2023 | SIC 30 Anos - É Bom Vivermos Juntos    | Participação                                          | SIC   |
| 2025 | Casa Feliz - Meu Querido Mês de Agosto | Apresentadora, com Miguel Costa, em direto de Peniche | SIC   |

## Teatro
| Ano  | Peça                                    | Encenação |
| 2006 | Morangos com Açúcar ao Ritmo da Amizade | Plano 6   |

## Cinema
| Ano  | Filme         | Personagem | Produção                                   |
| 2014 | Mau Mau Maria | Victoria   | Creative Parlour e Marco Horácio Produções |

## Dobragens
| Ano  | Dobragem                                  | Personagem       | Produção                   |
| 2013 | Filme de Animação O Tempo dos Dinossauros | Juniper          | On Air                     |
| 2011 | Panda Kung Fu 2                           | Mestre Víbora    | On Air                     |
| 2011 | Clube Winx 3D: A Aventura Mágica          | Bloom            | Zon Lusomundo Audiovisuais |
| 2011 | Animais Unidos                            | Becas            | VS2                        |
| 2010 | As Aventuras de Sammy                     | Tartaruga Shelly | VS2                        |
| 2008 | Panda Kung Fu                             | Víbora verde     | On Air                     |

## Prémios
Troféus de Televisão TV 7 Dias/Impala
| Ano  | Prémio                                | Resultado |
| ---- | ------------------------------------- | --------- |
| 2021 | Entretenimento - Melhor Apresentadora | Indicado  |